# Ejido Mezquitillo Número Dos
Ejido Mezquitillo Número Dos är en ort i Mexiko.   Den ligger i kommunen Culiacán och delstaten Sinaloa, i den västra delen av landet, 1 000 km nordväst om huvudstaden Mexico City. Ejido Mezquitillo Número Dos ligger 19 meter över havet och antalet invånare är 567.
Terrängen runt Ejido Mezquitillo Número Dos är platt. Runt Ejido Mezquitillo Número Dos är det ganska tätbefolkat, med 155 invånare per kvadratkilometer. Närmaste större samhälle är Villa de Costa Rica, 9,1 km norr om Ejido Mezquitillo Número Dos. Trakten runt Ejido Mezquitillo Número Dos består till största delen av jordbruksmark.